# Wilhelm Berger (Mediziner, 1895)

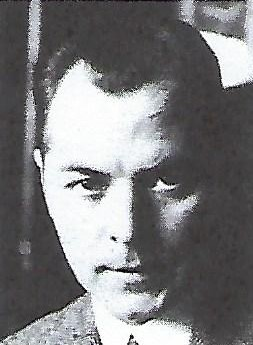
Wilhelm Berger

Wilhelm Berger (* 11. Oktober 1895 in Herford; † 2. Juli 1938 in Pommern) war ein deutscher HNO-Arzt und Hochschullehrer.

## Leben
Am Schillergymnasium Münster bestand Berger im März 1914 die Abiturprüfung. Im April 1914 immatrikulierte er sich an der Westfälischen Wilhelms-Universität für Medizin. Im Sommersemester 1914 rückte er in Münster als Einjährig-Freiwilliger beim Infanterie-Regiment „Herwarth von Bittenfeld“ (1. Westfälisches) Nr. 13 ein. Mit ihm zog er in den Ersten Weltkrieg. Bis August 1916 stand er an der Front, zuletzt als Kompanieführer. Ab September 1916 diente er bei der Fliegertruppe als Beobachter. Von drei Verwundungen erlitt er zwei im Luftkampf. Ausgezeichnet mit beiden Klassen des Eisernen Kreuzes und dem Ritterkreuz des Königlichen Hausordens von Hohenzollern mit Schwertern war er bei der Demobilisierung Oberleutnant.
Vor der Wiederaufnahme des Studiums meldete er sich zur Akademischen Wehr Münster. Mit ihr beteiligte er sich im März und April 1920 an der Niederschlagung des Ruhraufstands. 1919 im Corps Rheno-Guestphalia recipiert, zeichnete er sich als Consenior aus. Das Physikum bestand er im März 1920 in Münster. Als Inaktiver wechselte er an die Preußische Universität zu Greifswald und die neue Universität Hamburg. Im Mai 1922 bestand er in Hamburg das Medizinische Staatsexamen. 1923 wurde er zum Dr. med. promoviert. Vor der eigentlichen Fachausbildung war er in der Inneren Medizin und Chirurgie des Allgemeinen Krankenhauses Eppendorf. Ein Jahr war er planmäßiger Assistent beim alten Pathologen Eugen Fraenkel. Im Januar 1924 begann er bei Arthur Thost die Ausbildung in Hals-Nasen-Ohren-Heilkunde. Er unterbrach sie im Sommer 1925 für ein Jahr und reiste als Schiffsarzt nach Südamerika, Niederländisch-Indien und Australien.
Im Oktober 1926 wechselte er als Assistent zu Hermann Marx im neuen Universitätsklinikum Münster. Teils aufgrund eigener Neigung, teils auf Marx’ Veranlassung ging er für längere Zeit zu Max Nadoleczny in München. Die dort gesammelten Erfahrungen in der Phoniatrie und der Logopädie wurden zum Grundstein von Bergers wissenschaftlicher Arbeit. Als Marx im April 1928 auf den Lehrstuhl der Julius-Maximilians-Universität Würzburg kam, nahm er Berger mit; aber schon am 1. Dezember 1928 kehrte Berger als Oberarzt nach Münster zurück. Dort war inzwischen Heinrich Herzog auf den Lehrstuhl gekommen. Bei ihm habilitierte sich Berger im Sommersemester 1931. Als Nachfolger von Paul Stenger kam er 1934 auf den Lehrstuhl der Albertus-Universität Königsberg. In seinen Publikationen befasste er sich mit Vokaltheorien und pathologischen Stimmklängen. Auch flugmedizinische Studien über die Bedeutung des Vestibularapparats stammen von ihm. Als privater Pilot kam er bei einem Flugzeugabsturz mit 43 Jahren ums Leben. Auf dem Lehrstuhl folgte ihm Adolf Greifenstein.
Verheiratet war Berger seit dem 12. April 1932 mit Ingeborg geb. Adriani, Tochter des Oberstleutnants Max Adriani. Aus der Ehe gingen vier Kinder hervor: Margret (1933), Hermann (1934), Martin (1936) und Gertrud (1938).